# Sonklargletsjer
De Sonklargletsjer is een gletsjer in Nationaal park Noordoost-Groenland in het oosten van Groenland. 
De gletsjer is vernoemd naar Karl von Sonklar.

## Geografie
De gletsjer is zuidwest-noordoost georiënteerd en heeft een lengte van meer dan tien kilometer. Ze heeft meerdere takken die onderweg samenkomen. Ze mondt in het noordoosten uit in het Keizer Frans Jozeffjord.
De gletsjer ligt in het noorden van Suessland.